# McCamey
McCamey é uma cidade localizada no estado norte-americano de Texas, no Condado de Upton.

## Demografia
Segundo o censo norte-americano de 2000, a sua população era de 1805 habitantes.
Em 2006, foi estimada uma população de 1635, um decréscimo de 170 (-9.4%).

## Geografia
De acordo com o United States Census Bureau tem uma área de
5,2 km², dos quais 5,2 km² cobertos por terra e 0,0 km² cobertos por água.

## Localidades na vizinhança
O diagrama seguinte representa as localidades num raio de 48 km ao redor de McCamey.